# فولته
فولته (به هلندی: Volthe) یک منطقهٔ مسکونی در هلند است که در دینکل‌لاند واقع شده‌است. فولته ۴۷۰ نفر جمعیت دارد.